# ایرینا بیلیک
ایرینا بیلیک خواننده و ترانه‌سرای اوکراینی است.

## زندگینامه
ایرینا بیلیک، متولد ۱۹۷۰ در کیف، خواننده و ترانه‌سرای اوکراینی است. او اولین ترانه خود را در سن ده سالگی نگاشته و در سال ۱۹۹۵ در مقابل رئیس جمهور وقت آمریکا بیل کلینتون اجرای زنده موسیقی داشته است. او تا کنون دوازده آلبوم موسیقی ( از جمله یکی به زبان لهستانی و جند تایی به روسی و بقیه به اوکراینی) و تعداد زیادی کلیپ ویدئویی ارائه کرده و همچنان نقش فعالی در صنعت موسیقی دارد.
ایرینا بیلیک در بیست و هفتم اکتبر سال ۲۰۰۷ با دمیترو دیکوسار بیست و دو ساله ( شریک رقص او در شوی تلویزیونی " رقص با ستاره‌ها " ) ازدواج کرد. مراسم عروسی آن دو در شهر ریو دوژانیرو کشور برزیل برگزار شده است.